# Giv'at Chamudot
Giv'at Chamudot (hebrejsky:גבעת חמודות) je pahorek o nadmořské výšce 93 metrů v severním Izraeli, v Horní Galileji.
Je situován cca 3 kilometry západně od vesnice Avdon a 1,5 kilometru jihozápadně od obce Macuva, na okraji izraelské pobřežní planiny. Má podobu řídce zalesněného návrší, které je na jižní straně ohraničeno mělkým údolím vádí Nachal Kaziv. Na východní straně kopce prochází dálnice číslo 70. Na západní straně začíná zcela rovinatá a zemědělsky využívaná krajina.